# ورم أديمي عصبي ظاهري
ورم أديمي عصبي ظاهري أو ورم الأديم العصبي الظاهر (بالإنجليزية: Neuroectodermal tumor)‏ هو ورم في الجهاز العصبي المركزي أو الطرفي.